# Ichneumon seditiosus
Ichneumon seditiosus är en stekelart som beskrevs av Cresson 1877. Ichneumon seditiosus ingår i släktet Ichneumon och familjen brokparasitsteklar. Inga underarter finns listade i Catalogue of Life.